# Smodicum semipubescens
Smodicum semipubescens là một loài bọ cánh cứng trong họ Cerambycidae.